# Údlice
Údlice là một làng thuộc huyện Chomutov, vùng Ústecký, Cộng hòa Séc.